# Podajva
Podajva (Bulgaars: Подайва) is een dorp (село) in de Bulgaarse oblast  Razgrad. Zij is gelegen in de gemeente Isperich en telde op 31 december 2019 zo’n 1.551 inwoners. De afstand tussen de Bulgaarse hoofdstad Sofia en het dorp Podajva is 310 kilometer, terwijl Razgrad op 35 kilometer afstand ligt.

## Bevolking

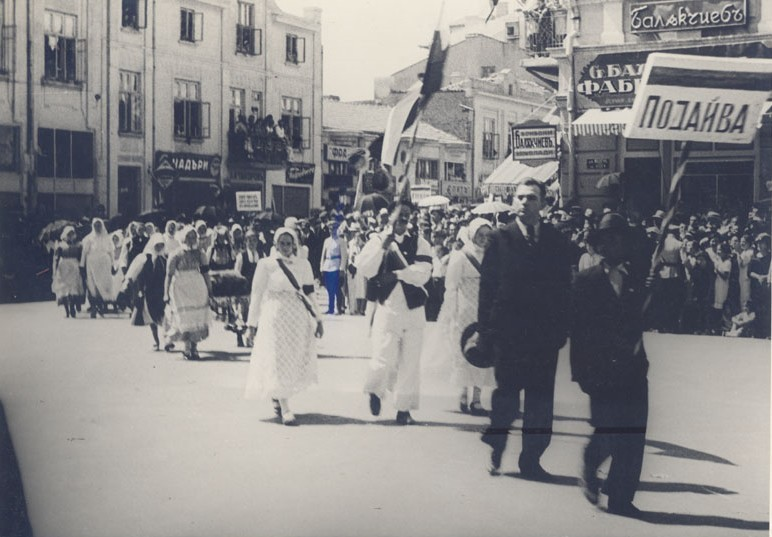
Vertegenwoordigers uit Podajva op de landbouwbeurs in Varna (1938)

De telling van 1934 registreerde 1.723 inwoners. Dit aantal nam lichtjes af naar 1.716 personen in 1946. Tussen de tellingen van 1946 en 1975 nam de bevolking continu toe en bereikte een hoogtepunt van 2.486 personen in 1975. Sindsdien neemt het inwonersaantal langzaam maar geleidelijk af. Op 31 december 2019 werden er 1.551 inwoners geteld. Van de 1.613 inwoners reageerden er 1.461 op de optionele volkstelling van 2011. Zo’n 1.245 personen identificeerden zichzelf als Bulgaarse Turken (85%), gevolgd door 171 etnische Roma (12%) en slechts 23 etnische Bulgaren (2%).
Het dorp heeft een relatief gunstige leeftijdsopbouw. Van de 1.613 inwoners die in februari 2011 werden geregistreerd, waren er 293 jonger dan 15 jaar oud (18%), terwijl er 211 inwoners van 65 jaar of ouder werden geteld (13%).